# Castle Bruce
Castle Bruce är en ort i Dominica.   Den ligger i parishen Saint David, i den sydöstra delen av landet, 20 km nordost om huvudstaden Roseau. Castle Bruce ligger 73 meter över havet och antalet invånare är 1 387. Den ligger på ön Dominica.
Terrängen runt Castle Bruce är varierad. Havet är nära Castle Bruce österut.  Närmaste större samhälle är Roseau, 19,5 km sydväst om Castle Bruce. I omgivningarna runt Castle Bruce växer i huvudsak städsegrön lövskog.